# 2023년 브로바리 헬리콥터 추락 사고
2023년 브로바리 헬리콥터 추락 사고는 2023년 1월 18일 우크라이나의 정부 관련인들이 탑승한 헬리콥터가 우크라이나 키이우주 브로바리에 있는 유치원에 추락한 사고이다. 내무부 장관 데니스 모나스티르스키, 내무부 차관 예우헤니 예닌, 국무장관 유리 루브코비치를 포함한 14명이 사망하였다. 어린이 1명을 포함하여 지상에서 4명이 사망했다. 11명의 어린이를 포함하여 25명의 다른 사람들이 지상에서 부상을 입었다.